# Lana Bastašić
Lana Bastašić (en serbio: Лана Басташић; Zagreb, 27 de agosto de 1986) es una escritora, novelista y traductora serbobosnia. En 2020 ganó el Premio de Literatura de la Unión Europea por su primera novela Atrapa a la liebre.

## Biografía
Nació en 1986 en Zagreb en el seno de una familia serbia y se mudó a Bania Luka (Bosnia y Herzegovina) cuando aun era muy pequeña. Estudió Filología y Literatura inglesa en la Universidad de Banja Luka y posteriormente obtuvo una maestría en Estudios Culturales en la Facultad de Ciencias Políticas de la Universidad de Belgrado, y en Praga obtuvo un certificado internacional de profesora de inglés. Posteriormente, vivió durante algunos años en Barcelona.
Además de novelas, ha incursionado en numerosos géneros diferentes: cuentos, cuentos infantiles, poesía y obras de teatro, por los que ha obtenido diversos premios y reconocimientos, incluidos: el Zija Dizdarevic de Bosnia (2010 y 2011), el del jurado del festival Carver-Where Im Calling From Montenegro (2010), el del festival Zrenjanin de Serbia (2010), así del Kamerni Teatar 55 de Sarajevo (2013) o el permio Targa Unesco del festival Castello di Duino (2013) de Trieste, además colabora en diferentes revistas literarias de varios países de los Balcanes.
Su primera novela Atrapa a la liebre (en serbio: Uhvati zeca) se publicó en Belgrado en 2018 y luego se reimprimió en Sarajevo. La estructura del libro se inspira en Las aventuras de Alicia en el país de las maravillas con temas de exilio e identidad y está dividido en doce capítulos. Ganó el Premio de Literatura de la Unión Europea en 2020 y fue preseleccionada para el Premio NIN, el más prestigioso de las letras exyugoeslavas. El libro ha sido traducido al inglés por la propia Bastašić y publicado por la editorial Picador en el Reino Unido y Restless Books en Estados Unidos, en España la Editorial Navona fue la encargada de publicarlo en español.
En 2017, firmó la Declaración sobre la Lengua Común. La Declaración afirma que croatas, bosnios, serbios y montenegrinos tienen una lengua estándar común de tipo policéntrico.
En otoño de 2022 publicó Dientes de leche, una recopilación de doce relatos cortos de entre diez y quince páginas cada uno que tienen como tema central la infancia.
En un artículo publicado en The Guardian en octubre de 2023, Bastašić comentó sobre la percepción del conflicto de Oriente Medio en Alemania: «Incluso la mención de la palabra "Palestina" en Alemania corre el riesgo de que te acusen de antisemitismo. Cualquier intento de proporcionar contexto y compartir hechos sobre el contexto histórico del conflicto se considera una burda justificación del terror de Hamás. [...] La represión de la oposición al asesinato de civiles en Gaza se extiende incluso al pueblo judío. [...] El apoyo oficial inquebrantable de Alemania a las acciones del gobierno israelí deja poco espacio para la humanidad. [...] La hipocresía salvadora blanca que estamos presenciando en Alemania hoy beneficiará, a largo plazo, solo a los alemanes blancos».
En enero de 2024, anunció a través de su cuenta de Instagram que había decidido rescindir sus contratos con la editorial alemana S. Fischer Verlag debido a su incapacidad para expresarse «sobre el genocidio que está ocurriendo en Gaza», así como la «censura» de las voces pro palestinas en Alemania, así mismo pidió un boicot total a las instituciones culturales alemanas por la actitud pro israelí del gobierno alemán. Más tarde ese mismo mes, reveló en Instagram que le habían retirado la invitación para participar en el Festival de Literatura de Salzburgo (Austria). Los organizadores del evento literario justificaron su decisión porque su participación en el festival «implicarían inevitablemente un posicionamiento por nuestra parte que no deseamos...».  Por su parte la escritora dijo que no quiere ningún vínculo con una institución que «cancela artistas por activismo».
Desde 2021 vive en Belgrado (Serbia).

### Colecciones de cuentos
- Permanent Pigments (Trajni pigmenti), 2010. ISBN 9788673980522
- Fireworks (Vatrometi), 2013
- Bastašic, Lana (2022). Dientes de leche. Sexto Piso. ISBN 978-84-19261-12-0.

### Novelas
- Bastasic, Lana (1 de junio de 2020). Atrapa a la liebre. Barcelona (España): Navona. ISBN 978-84-17978-56-3.